# Horiike Hiromitsu
Hiromitsu Horiike (sinh ngày 24 tháng 5 năm 1971) là một cầu thủ bóng đá người Nhật Bản.

## Sự nghiệp câu lạc bộ
Hiromitsu Horiike đã từng chơi cho FC Tokyo.